# Землянушка (приток Чарыша)
Землянушка (устар. Холодный Ключ) — река в России, протекает в Краснощёковском районе Алтайского края. Длина реки составляет 17 км.
Начинается к юго-западу от села Семёновка под названием Холодный, течёт на север. Принимает два притока — Араповку слева и безымянный ручей справа. Протекает у подножия гор Рудничной и Вострушки. Устье реки находится в 292 км по левому берегу реки Чарыш на территории районного центра Краснощёково.

## Данные водного реестра
По данным государственного водного реестра России относится к Верхнеобскому бассейновому округу, водохозяйственный участок реки — Обь от слияния рек Бия и Катунь до города Барнаул, без реки Алей, речной подбассейн реки — бассейны притоков (Верхней) Оби до впадения Томи. Речной бассейн реки — (Верхняя) Обь до впадения Иртыша.
Код водного объекта — 13010200312115100009860.